# Villa del Priorato de Malta
La Villa del Priorato di Malta o Villa Magistral, situada en el monte Aventino de Roma, es una de las dos sedes institucionales del gobierno de la Soberana Orden Militar de Malta. Junto con el Palacio Magistral, Italia otorga a la finca estatus extraterritorial. También alberga el Gran Priorato de Roma y la embajada de la Soberana Orden de Malta en Italia.

## Historia
El sitio, en una colina con vistas al Tíber y acceso al Pons Romano Sublicius, era ya un monasterio benedictino fortificado en el siglo X. El monasterio pasó a manos templarias y, después de la extinción de su orden, a los Caballeros Hospitalarios, predecesores de la actual Orden de Malta. Entre el siglo XV y el siglo XVII se emprendió una remodelación radical del lugar. Le fue concedida la extraterritorialidad en 1869. En el Piano nobile hay una serie de retratos de los Grandes Maestres de la Orden.

## Sitio
Se llega al sitio por Via Santa Sabina, que termina en la pequeña y pintoresca Piazza dei Cavalieri di Malta, rodeada en los dos lados por los cipreses del jardín de los benedictinos que respaldan la pantalla de fantasía de obeliscos y estelas construidas en 1765 según los diseños de Giovanni Battista Piranesi, uno de los poquísimos diseños ejecutados por este grabador de vistas romanas que se vanagloriaba de ser arquitecto. Delante se eleva el campanario neorrománico de la Iglesia de San Anselmo (1893-1900) adjunto al seminario benedictino internacional.

## Descripción

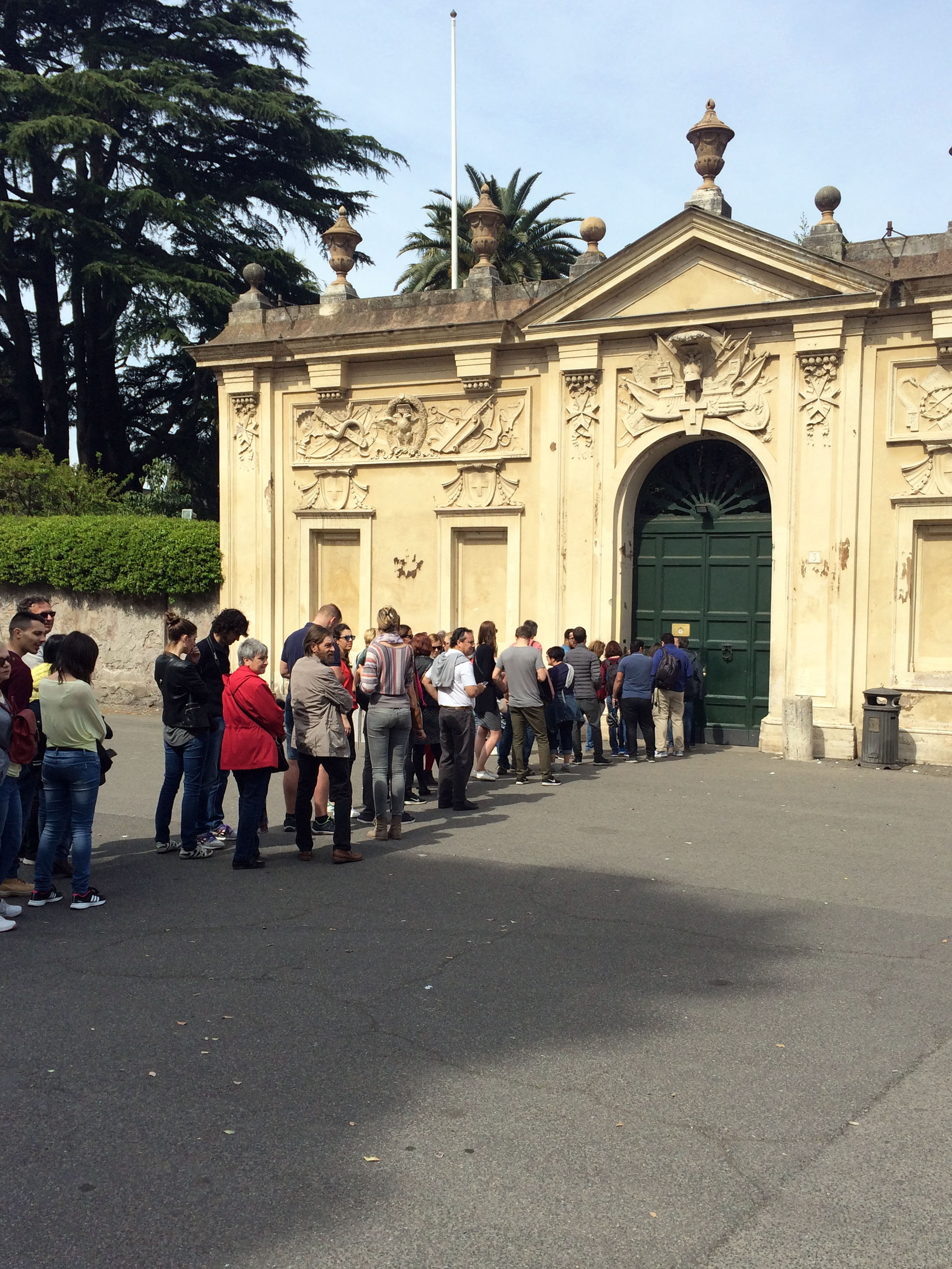
Personas esperando para ver la basílica de San Pedro por el ojo de la cerradura de la puerta de la Villa de Malta.

En el lado norte de la plaza se encuentra el monumental biombo de entrada, también diseñado por Piranesi por encargo del cardenal Carlo Rezzonico, sobrino del Papa Clemente XIII. Podría decirse que la Villa es conocida por un pequeño ojo de cerradura (Il Buco Della Serratura) en el pórtico central con cabeza de arco, a través del cual se puede ver la cúpula verde cobre de la Basílica de San Pedro, al final de un jardín allée enmarcado en cipreses recortados.

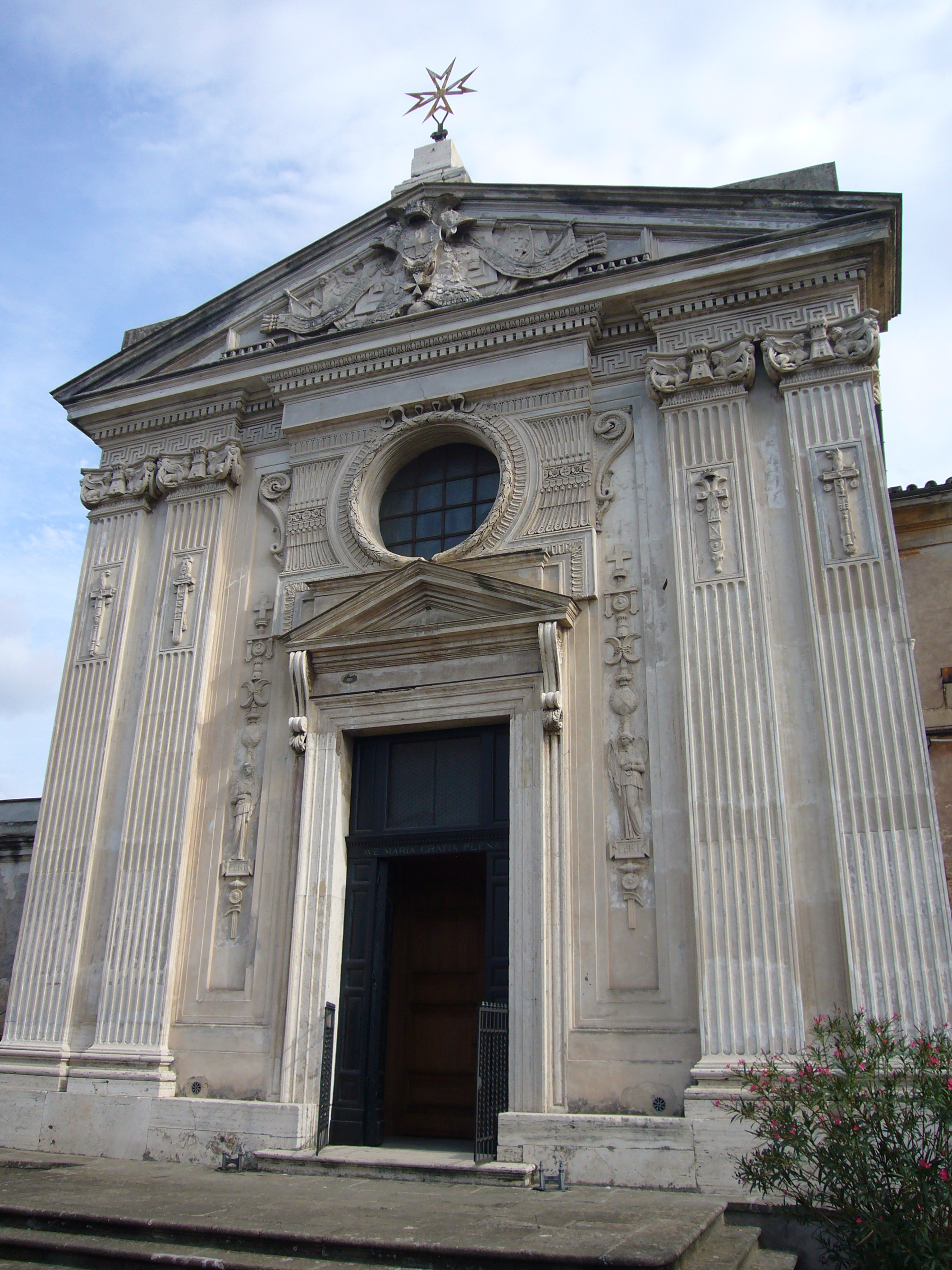
Santa María del Priorato, por Giovanni Battista Piranesi

El jardín del parterre une la villa con la iglesia de la Orden de Santa María del Priorato, una iglesia antigua completamente rediseñada por Piranesi en 1765, que ofrece quizás el ejemplo más antiguo en Roma de arquitectura neoclásica. Su fachada se remata con un frontón bajo; las pilastras emparejadas a cada lado de la puerta tienen capiteles de fantasía, cada uno formado por una torre flanqueada por esfinges sentadas; otros elementos del vocabulario clásico también se combinan de manera fantasiosa y personal.
- Datos: Q2529348
- Multimedia: Villa del Priorato dei Cavalieri di Malta (Rome) / Q2529348